# Pietro Vernazza
Pietro Luigi Vernazza (* 7. August 1956 in Zürich) ist ein Schweizer Mediziner, Infektiologe und HIV-Forscher. Von 1985 bis 2021 war er beim Kantonsspital St. Gallen tätig, von 2000 bis 2021 als Chefarzt der Infektiologie.

## Leben
Pietro Vernazza hat von 1976 bis 1982 Humanmedizin an der Universität Zürich studiert. Von 1983 bis 1988 absolvierte er die klinische Ausbildung Innere Medizin in Sursee LU und St. Gallen. Von 1989 bis 1991 wurde er in St. Gallen in Infektiologie ausgebildet. Von 1991 bis 1993 war er an der University of North Carolina at Chapel Hill in Chapel Hill (North Carolina).

## Infektiologie
Vernazza interessierte sich schon in jungen Jahren für die Infektiologie. Er führte die erste AIDS-Sprechstunde ein. Seine Forschungsarbeiten zur Übertragung von HIV sind weltweit bekannt. Seine 2008 publizierte Arbeit, wonach HIV-Patienten unter richtiger Therapie nicht mehr ansteckend sind, sorgte weltweit für Aufsehen. Diese Erkenntnis ist bis heute als «Swiss Statement» bekannt.
Von 2000 bis zu seiner Pensionierung Ende August 2021 war er Chefarzt der Klinik für Infektiologie und Spitalhygiene am Kantonsspital St. Gallen. Auf ihn folgte Stefan Kuster.
Von 2000 bis 2015 war Vernazza Mitglied der „Eidgenössischen Kommission für sexuelle Gesundheit“.

### Corona-Pandemie
In einem Interview mit dem St. Galler Tagblatt Ende April 2020 kritisierte er das Festhalten an den Schulschliessungen aufgrund der COVID-19-Pandemie und forderte eine Rückkehr zur Normalität. Im gleichen Jahr unterzeichnete er die Great Barrington Declaration.

## Politik
Vernazza kandidierte 2019 für die Grünliberale Partei für den Ständerat. Er trat als Kandidat für die grosse und die kleine Kammer an. Zwischen 2003 und 2019 befasste er sich bei der ausserparlamentarischen Kommissionsarbeit auf eidgenössischer Ebene mit dem Thema „öffentliche Gesundheit“. Er befasst sich auch mit Umwelt- und Klimaschutz und tritt für eine offene, liberale Schweiz ein – aussen- wie innenpolitisch. Seine gesellschaftsliberale Einstellung und Offenheit gegenüber den verschiedensten Lebensformen ist stark verknüpft mit seinem beruflichen und gesellschaftlichen Engagement. So befürwortet er die Ehe für alle. Er setzt sich für mehr Wettbewerb und Innovation ein und möchte eine liberale Wirtschaftsordnung mit konsequentem Umweltschutz verbinden.

## Privates
Vernazza wohnt in St. Gallen, ist konfessionslos, verheiratet und hat drei erwachsene Kinder.

## Herausgeberschaft
- mit Konstantin Beck, Andreas Kley, Peter Rohner: Der Corona-Elefant. Vielfältige Perspektiven für einen konstruktiven Dialog. Versus, Zürich 2022, ISBN 978-3-909066-25-4.